# شهرستان لوگان (کلرادو)
شهرستان لوگان، کلرادو (به انگلیسی: Logan County, Colorado) یک سکونتگاه مسکونی در ایالات متحده آمریکا است که در کلرادو واقع شده‌است.

## خصوصیات
شهرستان لوگان ۴٬۷۷۸٫۵۵ کیلومترمربع مساحت دارد.